# Im Herzen des Hurrican
Im Herzen des Hurrican ist ein 1979 gedrehter Jugendfilm von Hark Bohm und erzählt von der „Irrfahrt eines Mescaleros und eines jungen Wilderers durch den Dschungel der Städte“.

## Handlung
Als sich eines Tages ein Elch, dessen Heimat eigentlich Skandinavien ist, in die norddeutsche Tiefebene verirrt, ist dieser Umstand der Lokalpresse eine Meldung wert. Das Tier wurde an der Elbe gesichtet, wie es versucht hat, den großen Strom von Norden nach Süden zu durchqueren. Ein Delikatessenhändler wittert seine große Chance, auf diese Weise bald an leckeres Elchfleisch zu kommen und gibt demzufolge dem waffenverliebten, halbwüchsigen Möchtegernjäger Chris Schiedrowski den Auftrag, den vierbeinigen Neuankömmling für ihn zu schießen. Der 17-jährige Freizeitwilderer, der sich mit seinen illegalen Aktivitäten schon so manchen Ärger mit der Polizei eingehandelt hat, stößt auf einen gleichaltrigen Kumpan, den alle wegen seiner exotischen Gesichtsmerkmale nur der „Indianer“ nennen. Der will auch schießen, aber anders als Chris lediglich Fotos, denn ohne Kamera geht der einzelgängerische Junge nicht aus dem Haus, und ein Elch, der einsam durch Deutschlands Weiten stapft, ist ein tolles Motiv. Der Elch bemerkt nicht, dass er sich mit jeder Vorwärtsbewegung in das Herz des fremden Landes immer größeren Gefahren aussetzt, denn die moderne Bundesrepublik mit ihren wohnanlagenzugemauerten Flächen, den zahllosen Straßen und Wegkreuzungen und ihrem dichten Autobahnnetz sowie den zwingendermaßen dazugehörenden Abgaswolken bedeuten für das mächtige Landtier eine immense Gefahr. Der „Indianer“ ist es schließlich, der verhindert, dass Chris gleich zu Beginn den Elch erlegt.
Je mehr der Elch seine Wanderung zwischen grünen Wiesen, dunklen Wäldern und hässlichen Betonsiedlungen fortsetzt, desto stärker finden auch die beiden so grundverschiedenen Halbwüchsigen zusammen. Diese Reise wird für die Jugendlichen zur Selbstfindung und gestaltet sich mehr und mehr zu einer gesellschaftlichen Bestandsaufnahme ihres als zerrissen dargestellten Heimatlandes, das bisweilen von skurrilen Typen durchzogen zu sein scheint. Mal stößt man auf MP-bewaffnete Polizisten auf RAF-Jagd, dann auf eine Sekte extremer Jesus-Anhänger und schließlich auf ein Häuflein arbeitsloser Aussteiger, die eine „alternative“ Autowerkstatt betreiben. Mehr und mehr schweißen die unterwegs gemachten Erfahrungen den „Indianer“ und Chris zusammen. In seinem Bewegungsradius zwischen all den Industriegebieten, Verkehrstrassen und Flughäfen eingezwängt, schwinden von Mal zu Mal die Überlebenschancen des Elches. Selbst die Natur wirkt nunmehr auch nur noch scheinbar heil: Längst hat die Zerstörung der Umwelt die Wiesen und Felder erreicht, und Nebelwände chemikaliensprühender Traktoren fordern ihren Tribut in Gestalt verendender Rindviecher. Schließlich scheint das Ende des Elches, der sich im zersiedelten Großraum Frankfurt nahezu verheddert, besiegelt: Ein landendes Flugzeug nahe dem Flughafen lässt das große Tier in Panik geraten und in Richtung Autobahn galoppieren, wo es zu einem folgenschweren Unfall kommt …

## Produktionsnotizen
Im Herzen des Hurrican kostete etwa zwei Millionen DM (rund 1 Million €), entstand zwischen dem 13. Juli und dem 5. Oktober 1979 in der norddeutschen Tiefebene sowie in Hamburg, Goslar, Stade und Frankfurt am Main und wurde am 28. März 1980 uraufgeführt.
Toni Lüdi und Heidi Lüdi entwarfen die wenigen Filmbauten.
Der eingesetzte Elch hieß Rusken, stammte aus Norwegen und war ein Flaschenkind. Nur so konnte gewährleistet werden, dass die Dreharbeiten einigermaßen berechenbar werden. Bohm zahlte für ihn und die zu seiner Beruhigung gleichfalls eingekaufte Elchkuh Eva 25.000 DM (etwa 12.600 €).
Da der Film anders als seine Vorgängerinszenierungen sowohl vom Publikum als auch von der Kritik teils mau aufgenommen, teils regelrecht verrissen wurde, stellte Bohm eine überarbeitete Fassung unter dem Titel Nicht mit uns! her.

## Kritiken
In Der Spiegel schrieb Marie-Luise Scherer: „‚Im Herzen des Hurrican‘ erzählt vom Ruin eines Elches in der Bundesrepublik. Nach mir könnte die Geschichte ohne BKA-Razzia in einer Kfz-Kommune auskommen, nur vom Elch, dem Indianer und dem Lehrling handeln. Wie der Elch bis Frankfurt kommt. Wie die Kulisse, in der er sich bewegt, seine Erscheinung immer unpassender macht.“
Die Zeit meinte 1980: „Für Hark Bohm (‚Nordsee ist Mordsee‘, ‚Moritz, lieber Moritz‘) ist dies ‚eine Fortsetzung der Filme, die ich bisher gemacht habe …‘. Er hat für diesen ‚Jugendfilm‘ ein altes Westernschema distanzlos und affirmativ auf die Gegenwart übertragen, betulich und brav bebildert und spekulativ mit allen derzeit gängigen Trends (von ‚Antiatom‘ bis ‚Umweltschutz‘) aufgeladen, die dann kurz und verlogen abgehakt werden: ein Musterbeispiel für biedersinnigen Zynismus. ‚Im Herzen des Hurrican‘ … war der mit Abstand ärgerlichste und groteskeste Berlinale-Beitrag.“
Manfred Hobsch urteilte in der Kinderjugendfilm-Korrespondenz: „Hark Bohm kennt die Bilder, die bei Jugendlichen durch die Köpfe spuken, das sieht dann nach Werbefilm und ‚Geschmacksspekulation‘ aus, trifft aber genau: ‚Im Herzen des Hurrican‘ ist trotz der platten Nebenepisoden ein spannender, humorvoller und hilfreicher Film – nicht nur für Jugendliche.“
Im Lexikon des Internationalen Films heißt es knapp: „Leider ist der Film zu sehr mit Problemen und aufgesetzten Konflikten überfrachtet, so daß seine humanistische und ökologische Botschaft meist dürre Theorie bleibt.“
In der Filmzeitschrift Cinema heißt es: „Die Arbeit Hark Bohms mit dem Elch ist eine Pioniertat. Mit Feeling und Geduld hat Bohm bewiesen, daß Elche sehr wohl mit Menschen kommunizieren können und lernfähig sind.“